# Space Pilot
Space Pilot è un videogioco sparatutto, clone del gioco arcade Time Pilot, pubblicato nel 1984 per Commodore 64 dall'editrice tedesca Kingsoft e ripubblicato con confezione in inglese dalla britannica Anirog. Venne pubblicizzato anche per Amstrad CPC, ma questa versione non risulta essere uscita. Space Pilot era anche il titolo di una copia non autorizzata del gioco arcade, di produttore sconosciuto, che potrebbe aver ispirato il nome della versione Kingsoft. Un altro clone intitolato sempre Space Pilot venne pubblicato indipendentemente per BBC Micro nel 1984 dalla Superior Software.
Kingsoft e Anirog pubblicarono un seguito nel 1985, Space Pilot 2, ispirato meno fedelmente al seguito dell'arcade, Time Pilot '84. Pubblicarono anche uno Space Pilot per Atari ST e Commodore 16, che è in realtà una conversione di Space Pilot 2. Nel 1989 la Kingsoft pubblicò un diverso seguito per Amiga, Space Pilot '89, di ambientazione spaziale e dotato di caratteristiche inedite nella serie: un sistema di power-up e battaglie a schermata fissa contro enormi boss.

## Modalità di gioco
Space Pilot riproduce fedelmente il funzionamento dell'arcade Time Pilot e tutti i suoi cinque livelli ambientati in diverse epoche, con i relativi nemici (si rimanda perciò alla descrizione di Time Pilot).
Questa conversione permette di pilotare con la tastiera o con il joystick. Se si usa la tastiera i controlli sono rotazionali, ossia con un tasto si ruota in senso orario e con un altro in senso antiorario. Se si usa il joystick l'aereo ruota automaticamente fino a puntare nella direzione puntata dal joystick.